# Iglesia particular
Una Iglesia particular (en latín: ecclesia particularis), en la eclesiología  de la Iglesia católica introducida por el Concilio Vaticano II, es una comunidad de fieles católicos confiada al cuidado pastoral de un obispo —o de un presbítero reconocido como su equivalente— ayudado por un presbiterio, de modo que unida a su pastor por el Espíritu Santo a través del Evangelio y la eucaristía, en ella está presente y operante la Iglesia de Cristo que es una, santa, católica y apostólica.

## Definición
Antes del Concilio Vaticano II, las diócesis eran concebidas como un territorio, al frente del cual se designaba un obispo como pastor propio de los fieles que se hallaban en ese territorio. El concilio cambió este concepto al introducir el de Iglesia particular, cuya importancia teológica fue destacada por el decreto conciliar Christus Dominus. De esta forma, el acento definitorio pasó del territorial a los fieles católicos, mencionados con la expresión Pueblo de Dios.
De acuerdo a la definición católica, en la Iglesia particular la Iglesia universal se hace presente con todos sus elementos esenciales. Por lo tanto, están constituidas a imagen de la Iglesia universal, y cada una de ellas es una parte del Pueblo de Dios confiada al cuidado pastoral del obispo asistido por su presbiterio. La Iglesia universal, sin embargo, no es la suma de todas las Iglesias particulares. La relación de las Iglesias particulares con la Iglesia universal es de comunión bajo el primado del papa.
A pesar de que el concepto de Iglesia particular no es jurídico, tiene un uso canónico ya que fue recogido por la reforma del Código de Derecho Canónico promulgado por el papa Juan Pablo II el 25 de enero de 1983 y por el Código de los cánones de las Iglesias orientales que el mismo papa promulgó el 18 de octubre de 1990. De esta forma, hay canónicamente dos clases de Iglesias particulares: las Iglesias particulares autónomas o sui iuris y las Iglesias particulares locales. 
No toda asociación de fieles encabezada por un obispo o por un presbítero es una Iglesia particular. Deben cumplirse todas las condiciones de la definición, en particular la función del obispo o presbítero como pastor a cuyo cuidado están los fieles. El concepto eclesiológico de Iglesia particular se complementa con el concepto jurídico de circunscripción eclesiástica, que designa toda comunidad autónoma de fieles con cura pastoral propia. De esta forma, toda Iglesia particular está organizada dentro de una circunscripción eclesiástica, pero no toda circunscripción eclesiástica se constituye en Iglesia particular. La definición de circunscripción eclesiástica es entonces aplicable a todas las comunidades en las que se organiza pastoralmente el Pueblo de Dios, con independencia de la mayor o menor propiedad con que pudiera subsumirse cada una de ellas en el concepto de Iglesia particular.

## Iglesias particulares autónomas
El Código de los cánones de las Iglesias orientales (CCEO) define en su canon 27 la Iglesia particular autónoma (llamada ecclesia sui iuris en el código).

Un grupo de fieles cristianos unidos a una jerarquía según las normas del derecho, que la suprema autoridad de la Iglesia expresamente o tácitamente reconoce como sui iuris, se denomina en este código Iglesia sui iuris.
CCEO, can. 27

Las Iglesias particulares autónomas, que el Concilio Vaticano II en su decreto Orientalium Ecclesiarum, llamó Iglesias particulares o ritos, son porciones del Pueblo de Dios que comparten una tradición litúrgica, teológica, espiritual y canónica propia y que están confiadas a una jerarquía. Al momento del bautismo cada fiel católico es adscrito a una de las 24 Iglesias particulares autónomas que existen.
Aunque cada Iglesia particular autónoma está nominada para una tradición litúrgica sea occidental u oriental (alejandrina, antioquena, armenia, caldea y constantinopolitana) o una recensión de una de estas tradiciones, no necesariamente todos sus fieles deben seguirla. Debido a eso, existen dentro de algunas Iglesias particulares autónomas fieles de otras Iglesias confiados a su cuidado pastoral por diversos motivos. También se dan casos de más de una recensión de una tradición litúrgica dentro de una misma Iglesia particular autónoma, o incluso en la Iglesia latina de varios ritos occidentales menores dentro de la misma.

## Iglesias particulares locales
Las Iglesias particulares locales son mencionadas en el Código de Derecho Canónico (CIC):

Iglesias particulares, en las cuales y desde las cuales existe la Iglesia católica una y única, son principalmente las diócesis a las que, si no se establece otra cosa, se asimilan la prelatura territorial y la abadía territorial, el vicariato apostólico y la prefectura apostólica así como la administración apostólica erigida de manera estable.
CIC, can. 368

Cada Iglesia particular tiene al frente a un ordinario, que regularmente es un obispo, pero que en algunos casos puede ser un presbítero, a quien se le confía toda la potestad ordinaria, propia e inmediata que se requiere para el ejercicio de su función pastoral.

### Iglesias particulares locales territoriales
El término Iglesia particular se refiere sobre todo a la diócesis, pero el Código de Derecho Canónico asimila a ella a otras porciones del Pueblo de Dios: la prelatura territorial, la abadía territorial, el vicariato apostólico, la prefectura apostólica y la administración apostólica erigida de manera estable. La asimilación establece que a ellas se aplica mutatis mutandis el conjunto de reglas establecidas para las diócesis. 
El Código de los cánones de las Iglesias orientales en el canon 177-1 se refiere a una eparquía como Iglesia particular y la define en forma idéntica a la que el Código de Derecho Canónico define a la diócesis latina. Los exarcados están definidos en el canon 311, para los cuales el canon 313 aplica mutatis mutandis las mismas leyes que a las eparquías. Dentro de los territorios propios de las Iglesias patriarcales y archiepiscopales mayores, las eparquías y exarcados tienen las mismas características de territorialidad que las diócesis latinas.

### Iglesias particulares locales personales
El Código de Derecho Canónico circunscribe a una Iglesia particular de forma regular a un territorio que no comparte con otra Iglesia particular territorial. Esto significa que todos los fieles católicos no exceptuados de ese territorio pertenecen a esa Iglesia particular. El código permite que puedan crearse Iglesias particulares para agrupar a determinados fieles dentro del territorio de una o más Iglesias particulares. Estas porciones del Pueblo de Dios son llamadas Iglesias particulares personales y en algunos casos pueden no tener un territorio definido si su jurisdicción es sobre los fieles en donde se hallen. En algunas Iglesias particulares personales sus ordinarios ejercen sus potestades de forma cumulativa con los ordinarios de las Iglesias particulares territoriales locales.

Como regla general, la porción del pueblo de Dios que constituye una diócesis u otra Iglesia particular debe quedar circunscrita dentro de un territorio determinado, de manera que comprenda a todos los fieles que habitan en él.
Sin embargo, cuando resulte útil a juicio de la autoridad suprema de la Iglesia, oídas las Conferencias Episcopales interesadas, pueden erigirse dentro de un mismo territorio Iglesias particulares distintas por razón del rito de los fieles o por otra razón semejante.
CIC, can. 327

## Creación de una Iglesia particular
Solo la suprema autoridad de la Iglesia (el papa o el concilio ecuménico) puede erigir, modificar, dividir o suprimir Iglesias particulares autónomas, así como también reconocer su grado de autonomía y conceder títulos a sus jerarcas primados (cánones 57 y 155 del CCEO).
La misma autoridad suprema es ejercida para erigir, modificar, unir, dividir o suprimir Iglesias particulares locales y nombrar a sus titulares.

Corresponde tan sólo a la suprema autoridad el erigir Iglesias particulares, las cuales una vez que han sido legítimamente erigidas, gozan en virtud del derecho mismo de personalidad jurídica.
CIC, can. 373

Sin perjuicio de la autoridad papal, este derecho es ejercido dentro de los territorios propios de las Iglesias patriarcales y archiepiscopales mayores por los patriarcas y archieparcas mayores. Antes de hacerlo deben consultar a la Santa Sede y obtener el consentimiento del sínodo patriarcal o archiepiscopal de su Iglesia sui iuris (canon 85-1 del CCEO), excepto para los exarcados, ya que les basta el consentimiento del sínodo permanente (canon 85-3 del CCEO).